# استان سن آنتونیو ده پوتینا
استان سن آنتونیو ده پوتینا (به اسپانیایی: Provincia de San Antonio de Putina) یک استان در پرو است که در منطقه پونو واقع شده‌است. استان سن آنتونیو ده پوتینا ۳٬۲۰۷٫۳۸ کیلومتر مربع مساحت و ۴۴٬۸۵۳ نفر جمعیت دارد و ۳٬۸۷۴ متر بالاتر از سطح دریا واقع شده‌است.